# Abierto Mexicano Telcel 2015
Die Abierto Mexicano Telcel 2015 waren ein Tennisturnier der WTA Tour 2015 für Damen und ein Tennisturnier der ATP World Tour 2015 für Herren in Acapulco und fanden zeitgleich vom 22. Februar bis zum 1. März 2015 statt.

## Herrenturnier
→ Qualifikation: Abierto Mexicano Telcel 2015/Herren/Qualifikation

## Damenturnier
→ Qualifikation: Abierto Mexicano Telcel 2015/Damen/Qualifikation